# Балта-Рацей
Балта-Рацей (рум. Balta Raței) — село у повіті Вранча в Румунії. Входить до складу комуни Винеторі.
Село розташоване на відстані 173 км на північний схід від Бухареста, 9 км на північний схід від Фокшан, 70 км на північний захід від Галаца, 129 км на схід від Брашова.

## Населення
За даними перепису населення 2002 року у селі проживали 335 осіб, з них 334 особи (99,7%) румунів. Усі жителі села рідною мовою назвали румунську.